# Pierre Bézier
Pierre Etienne Bézier (født 1. september 1910 i Paris, død 25. november 1999) var en fransk maskin- og elektroingeniør. 

Han tog diplomeksaminer 1930 og 1931 samt doktorgrad i matematik 1977.
Han arbejdede for Renault fra 1933 til 1975, hvor han i 1945 stod for udviklingen af samlebåndet til Renault 4CV og senere udviklede sit UNISURF CAD/CAM-system.[kilde mangler]
Han var desuden professor i produktionsteknik ved Conservatoire national des arts et métiers 1968 – 1979.
Han blev verdenskendt for sin opdagelse  af Bézierkurverne , der nu anvendes meget i computergrafik og CAD/CAM. 